# Ekonomska povijest
Ekonomska povijest (ponekad: ekonomska historija) je znanost koja primjenjuje ekonomske teorije u proučavanju povijesti gospodarstva.
Kliometrija je primjena ekonometrijskih tehnika u proučavanju ekonomske povijesti.
U Hrvatskoj postoje društva i časopisi koji se bave područjem ekonomske povijesti. Neki od njih su Društvo za hrvatsku ekonomsku povijest i ekohistoriju, Sekcija za gospodarsku povijest Hrvatskog nacionalnog odbora za povijesne znanosti te Centar za ekonomsku povijest Zavoda za hrvatsku povijest Filozofskog fakulteta u Zagrebu.

## Vanjske poveznice
- Eh.net - Economic History Services - Includes Economic History Encyclopedia, Ask the Professor, Book Reviews, databases, directories, bibliographies, mailing lists, and an inflation calculator
- Thayer Watkins economic history page  Arhivirana inačica izvorne stranice od 21. prosinca 2005. (Wayback Machine)
- Opisi nekih knjiga s područja ekonomske povijesti  Arhivirana inačica izvorne stranice od 28. rujna 2007. (Wayback Machine)

Ekonomska povijest pojedinih zemalja:
- Eh.net - članak o ekonomskoj povijesti Tajvana (eng)  Arhivirana inačica izvorne stranice od 25. studenoga 2005. (Wayback Machine)